# District de Luyang
Le district de Luyang (庐阳区 ; pinyin : Lúyáng Qū) est une subdivision administrative de la province de l'Anhui en Chine. Il est placé sous la juridiction de la ville-préfecture de Hefei.